# Guido Frederico João Pabst
Guido Frederico João Pabst, född den 19 september 1914 i Porto Alegre, död den 27 april 1980 i Rio de Janeiro, var en brasiliansk botaniker som tillsammans med Edmundo Pereira grundade Herbarium Bradeanum i Rio de Janerio.
Auktorsnamnet Pabst kan användas för Guido Frederico João Pabst i samband med ett vetenskapligt namn inom botaniken; se Wikipediaartiklar som länkar till auktorsnamnet.